# Ronnie James Dio
Ronnie James Dio, właśc. Ronald James Padavona (ur. 10 lipca 1942 w Portsmouth, zm. 16 maja 2010 w Houston) – amerykański muzyk, kompozytor i wokalista heavymetalowy.
Zaliczany do grona osób mających duży wpływ na rozwój muzyki hard rock i heavy metal. Zasłynął swoim „dzikim głosem”, rozpropagował symbol do dziś znany i używany wśród fanów metalu – corna (kojarzony z rogami szatana). Jak twierdził, nigdy nie pobierał lekcji śpiewu. Znany przede wszystkim jako wokalista Dio i następca Ozzy’ego Osbourne’a w Black Sabbath. W 2006 roku piosenkarz został sklasyfikowany na 10. miejscu listy 100 najlepszych wokalistów wszech czasów według Hit Parader. Z kolei w 2009 roku został sklasyfikowany na 3. miejscu listy 50 najlepszych heavymetalowych frontmanów wszech czasów według Roadrunner Records.

## Życiorys
Ronnie James Dio urodził się jako Ronald James Padavona w Portsmouth w New Hampshire jako jedyne dziecko włoskiej rodziny. Wkrótce rodzina przeprowadziła się do Cortland. Rodzice wychowywali go w tradycji wyznania rzymskokatolickiego. W 1960 roku Dio ukończył Cortland City School. W 2004 roku został wprowadzony do tamtejszej Hall of Fame. 15 listopada 1988 roku uhonorowało muzyka ulicą jego imienia.
W młodości Dio uczył się gry na trąbce, nagrał również kilka kompozycji z różnymi zespołami z nurtu rockabilly. W okresie nauki w szkole średniej dołączył do formacji The Vegas Kings, w której grał na gitarze basowej. W późniejszym okresie objął również stanowisko wokalisty, a grupa zmieniła nazwę na Ronnie & The Rumblers, a następnie na Ronnie And The Red Caps. Pierwszy siedmiocalowy singel na płycie winylowej grupa wydała w 1958 roku nakładem Reb Records. Na stronie A znalazła się kompozycja pt. „Lover”, zawierająca wokalizy harmoniczne Dio. Natomiast na stronie B ukazał się instrumentalny utwór zatytułowany „Conquest”, zawierający partie muzyka na trąbce.
W 1960 roku Dio podjął studia na University at Buffalo na wydziale farmacji, jednakże rok później przerwał naukę. Ronnie przyjął pseudonim „Dio” po członku mafii Johnnym Dio, a po raz pierwszy użył go oficjalnie w 1961 roku. Wkrótce potem zespół przyjął nazwę Ronnie Dio & The Prophets. Grupa wydała szereg singli. W 1967 roku przyjęła nazwę Electric Elves.
W latach 70. XX wieku zawiązał udaną współpracę z Ritchiem Blackmore’em – gitarzystą Deep Purple, a jej owocem był zespół Rainbow. Dio stał się szybko rosnąca ikoną kultury rockowej, a album Rising podbił listy przebojów. W roku 1979 zastąpił w Black Sabbath Ozzy’ego Osbourne’a, wydał z zespołem 4 albumy: Heaven and Hell, Mob Rules, Dehumanizer oraz Live Evil. Był to pierwszy z 3 okresów współpracy Dio z Black Sabbath, a szczególnie z Tonym Iommim. Pomimo początkowych sukcesów „odnowionej” grupy, fani nie pogodzili się z jej rozłamem i zmianą brzmienia. Nastąpił kolejny kryzys w zespole z uwagi na problemy przy montażu Live Evil. Perkusista Vinnie Appice i Dio opuścili Black Sabbath. Stało się to motywacją do solowej kariery i utworzenia zespołu Dio jeszcze w roku 1982.
W 1984 Ronnie James Dio zebrał ponad 40 osób ze świata heavy metalu oraz hard rocka (między innymi wokalistę Judas Priest Roba Halforda, gitarzystów Iron Maiden Dave’a Murraya i Adriana Smitha i gitarzystę Yngwiego Malmsteena) i zorganizował akcję Hear ’n Aid, która zdobyła milion dolarów na cele charytatywne. W 1991 Ronnie James Dio wrócił do kolegów z Black Sabbath i wspólnie nagrali najcięższy w historii zespołu album Dehumanizer (1992). Kolejny album z tym zespołem nagrał na przełomie 2006 i 2007 roku. Było to podsumowanie pracy artystów zatytułowane The Dio Years.

## Śmierć
25 listopada 2009 na oficjalnej stronie internetowej Wendy Dio podała informację, iż u Ronniego zdiagnozowano wczesne stadium raka żołądka. Muzyk rozpoczął terapię w Mayo Clinic, a następnie w klinice w Houston. W maju 2010 roku w związku z chorobą zostały odwołane wszystkie występy wokalisty. Ronnie James Dio zmarł 16 maja 2010 roku w Houston o godzinie 7.45 rano. Pogrzeb muzyka odbył się 30 maja 2010 roku w Los Angeles. W nabożeństwie wzięli udział m.in. Glenn Hughes, Geoff Tate i Paul Shortino oraz ponad 1200 fanów wokalisty.
Śmierć Dio spotkała się ze znacznym odzewem środowiska muzycznego. Kondolencje i wyrazy szacunku złożyli m.in. basista Nikki Sixx – członek Mötley Crüe, Billy Corgan – lider The Smashing Pumpkins, perkusista Lars Ulrich – członek grupy Metallica, Robb Flynn – lider Machine Head, David Coverdale – wokalista Whitesnake, Scott Ian – gitarzysta formacji Anthrax, muzycy Iron Maiden, czy gitarzysta Obituary – Ralph Santolla.
23 października 2010 roku w bułgarskim mieście Kawarna odsłonięto pomnik Ronniego Jamesa Dio wykonany z kamieni morskich.
Artyście poświęcony został również tribute album, zatytułowany This is Your Life: A Tribute to Ronnie James Dio, zrealizowany przez wykonawców muzyki hardrockowej oraz heavymetalowej, m.in. zespoły Metallica, Motörhead, Scorpions czy Anthrax.

## Życie prywatne
Pierwszą żoną artysty była Loretta Berardi (ur. 1941). W czerwcu 1968 adoptowali syna Dana Padavona (zawód: meteorolog w Buffalo). Kolejną jego żoną była Wendy Dio (ur. 1947 – zawód: menedżer przemysłu muzycznego).

## Dyskografia
Rainbow

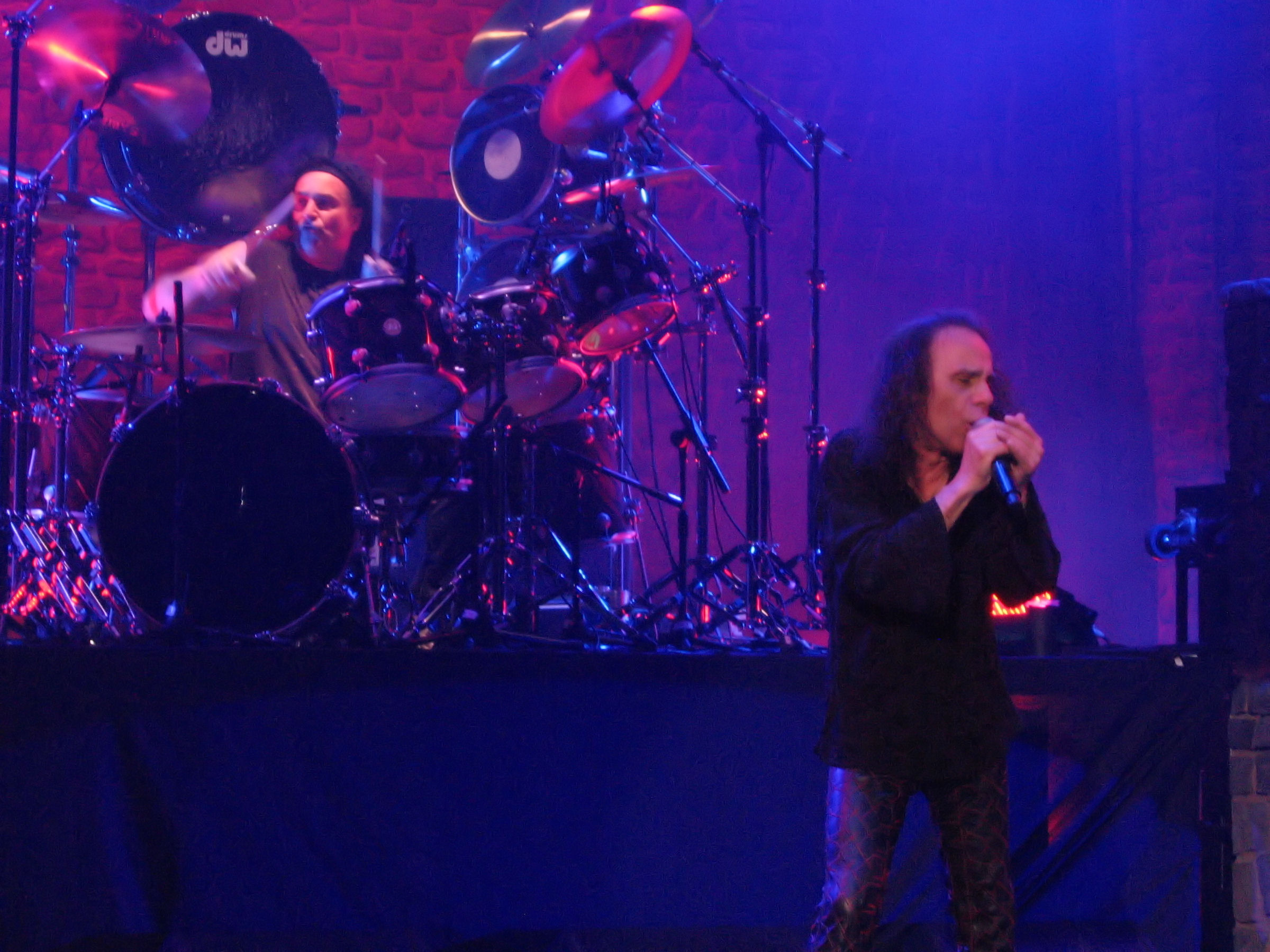
Od lewej: Vinny Appice i Ronnie James Dio podczas koncertu wraz z grupą Heaven and Hell w katowickim Spodku, 20 czerwca 2007

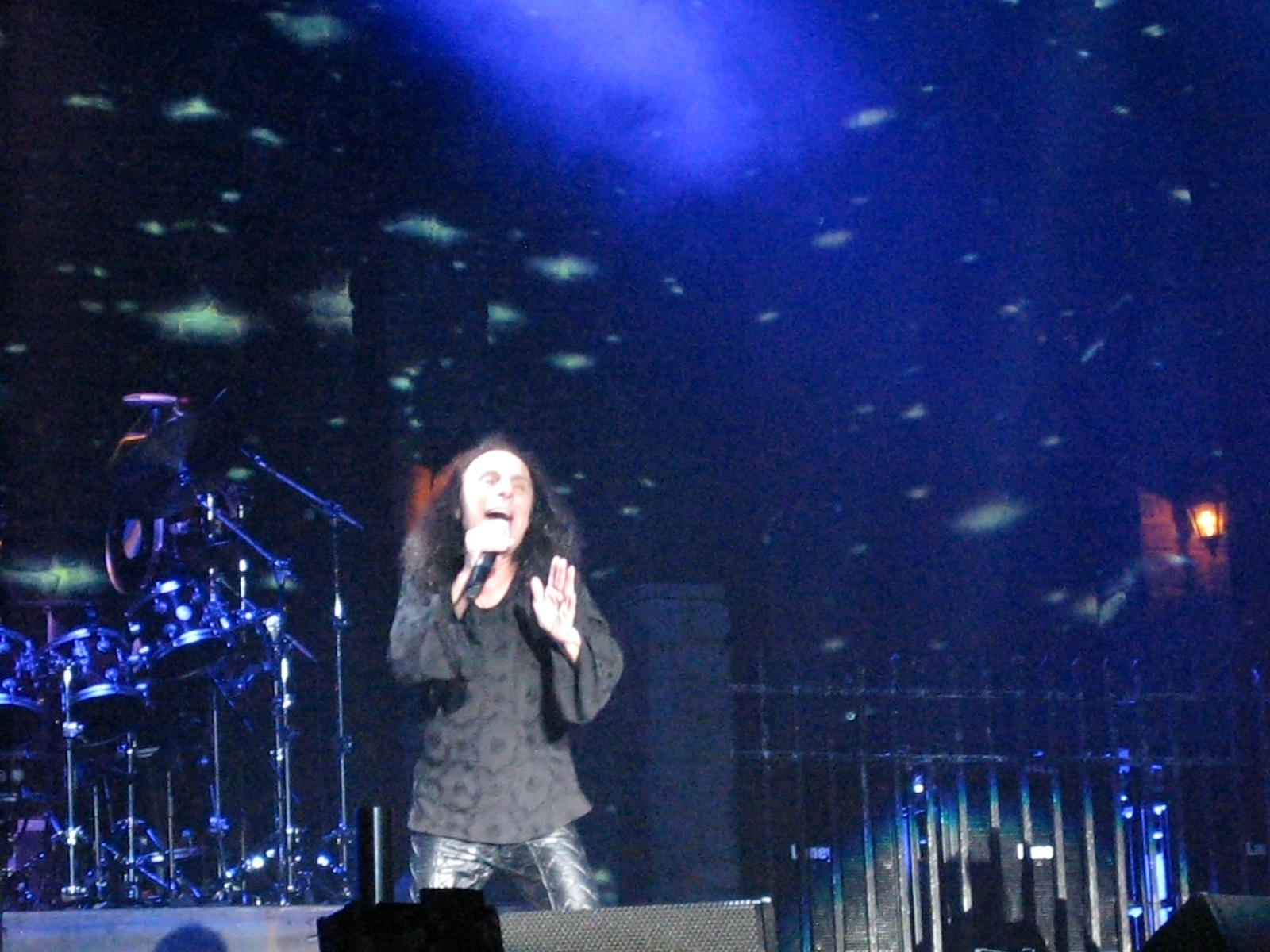
Ronnie James Dio podczas koncertu wraz z grupą Heaven and Hell, 13 listopada 2007

- Ritchie Blackmore’s Rainbow (1975)
- Rising (1976)
- On Stage (1977)
- Long Live Rock ’n’ Roll (1978)
- Live in Germany 76' (1990)

Black Sabbath
- Heaven and Hell (1980)
- Mob Rules (1981)
- Live Evil (1982)
- Dehumanizer (1992)
- The Sabbath Stones (1994)
- The Dio Years (2007)

Tribute albumy
- This is Your Life: A Tribute to Ronnie James Dio (2014)

## Publikacje
- Ronnie James Dio, Best of Ronnie James Dio (Play It Like It Is Guitar), Hal Leonard Publishing Corporation, 2010, ISBN 978-1-60378-192-3[28]

## Literatura przedmiotu
- Dakota Stevens, United in Death by Stomach Cancer: Michelle Thomas and Ronnie James Dio, Fort Press, 2010, ISBN 978-1-116-03007-5.
- Ronnie James Dio – A Photographic Memoir, Rufus Stone Limited Editions, 2010[29]

## Filmografia
| Tytuł                           | Rok  | Rola        | Uwagi                                                 | Źródło |
| ------------------------------- | ---- | ----------- | ----------------------------------------------------- | ------ |
| „Metal: A Headbanger’s Journey” | 2005 | jako on sam | film dokumentalny, reżyseria: Sam Dunn, Scot McFayden | [ 30 ] |
| „Heavy Metal: Louder Than Life” | 2006 | jako on sam | film dokumentalny, reżyseria: Dick Carruthers         | [ 31 ] |
| „Kostka przeznaczenia”          | 2006 | jako on sam | film fabularny, reżyseria: Liam Lynch                 | [ 32 ] |
| „Iron Maiden: Flight 666”       | 2009 | jako on sam | film dokumentalny, Sam Dunn, Scot McFayden            | [ 33 ] |

## Nagrody i wyróżnienia
| Rok  | Kategoria     | Tytułem          | Nagroda                     | Nota | Źródło        |
| ---- | ------------- | ---------------- | --------------------------- | ---- | ------------- |
| 2010 | Icon          | Ronnie James Dio | Kerrang! Awards             | Laur | [ 34 ]        |
| 2010 | Best Vocalist | Ronnie James Dio | Revolver Golden Gods Awards | Laur | [ 35 ] [ 36 ] |